# 中山ケイ子
中山ケイ子（なかやま　けいこ）は、日本のテレビドラマ・映画プロデューサー。
FCC（フジクリエイティブコーポレーション）所属。

## 人物
広島大学附属福山高等学校卒業。早稲田大学第一文学部卒。ライトタッチのコメディから、実録事件や戦争を題材にした重厚なドラマまで、幅広いジャンルの作品に携わる。
主な作品は、『いりびと～異邦人』（文化庁芸術祭優秀賞）、『終戦記念大型ドラマ 戦場のなでしこ隊』（ニューヨークフェスティバル銀賞）、『木皿泉作 富士ファミリー』、『昨夜のカレー、明日のパン』『インフルエンス』ほか。

## 作品

### テレビドラマ
- 夜ドラ「ワタシってサバサバしてるから２」（2025　NHK総合）　制作統括
- 火ドラ★イレブン「北くんがかわいすぎて手に余るので、３人でシェアすることにしました。」（2025　フジテレビ）プロデューサー
- 連続ドラマW-30「殺した夫が帰ってきました」（2025　WOWOW）プロデューサー
- 夜ドラ「ワタシってサバサバしてるから」（2023　NHK総合）制作統括
- 連続ドラマW「いりびと～異邦人～」（2021　WOWOW）プロデューサー　令和4年度（第77回）文化庁芸術祭テレビ・ドラマ部門優秀賞[2]
- 連続ドラマW「インフルエンス」（2021　WOWOW）プロデューサー
- プレミアムドラマ「白い濁流」（2021　NHK　BSプレミアム）プロデューサー
- 連続ドラマW「絶叫」（2019　WOWOW）プロデューサー
- 「木皿泉劇場 道草　魚屋ブルース編」（2018　BSプレミアム）制作統括
- 新春ドラマスペシャル　木皿泉作「富士ファミリー2017」（ 2017　NHK総合）制作統括　 第32回 ATP賞　ドラマ部門最優秀賞[3]第54回　ギャラクシー賞奨励賞[4]
- 山崎豊子ドラマスペシャル「女の勲章」（2017　フジテレビ）プロデュース
- 「ショートショート木皿泉劇場“道草”」（2017　BSプレミアム）制作統括
- 新春ドラマスペシャル　木皿泉作「富士ファミリー」（2016　NHK総合）制作統括
- 松本清張スペシャル「一年半待て」（2016　フジテレビ）プロデュース
- プレミアムドラマ「昨夜のカレー、明日のパン」（2014　BSプレミアム）制作統括　第52回　ギャラクシー賞　奨励賞[5]
- 森村誠一サスペンス「孤独の密葬」（2013　フジテレビ）
- 「たべものがたり　彼女のこんだて帖」（2013　BSプレミアム）
- 北海道文化放送開局40周年記念「バッケンレコードを超えて」（2013　フジテレビ系）プロデューサー
- スペシャルドラマ「ちびまる子ちゃん」（2013　フジテレビ）プロデュース
- 「恋する日本語」（2011　NHK総合）制作統括
- 「最後の絆／沖縄　引き裂かれた兄弟 ～鉄血勤皇隊と日系アメリカ兵の真実～」（2011　フジテレビ）プロデューサー
- 土曜プレミアム特別企画「３．２０地下鉄サリン事件　15年目の真相～あの日、霞ヶ関で何があったのか～」（2010　フジテレビ）プロデュース
- 「戦場のメロディ ～108人の日本人兵士の命を救った奇跡の歌～」（2009　フジテレビ）プロデューサー
- 「千の風になって」ドラマスペシャル　「なでしこ隊 ～少女達だけが見た“特攻隊”封印された23日間～」（2008　フジテレビ）プロデュース　2010年度ニューヨーク・フェスティバル　銀賞受賞[6]　2009年度日本民間放送連盟賞[7]
- 特別企画「大韓航空機爆破事件から20年　金賢姫を捕らえた男たち～封印された３日間～」（2007　フジテレビ）プロデューサー
- 特別企画　「8・12墜落　20年目の誓い　～天国にいるわが子へ～」（2005　フジテレビ）プロデューサー　第39回US　International Film and Video Festival Certificate Awards 受賞[8]

### 映画
- 「逃走中 THE MOVIE」（2024）プロデューサー